# المحاسبة الاجتماعية

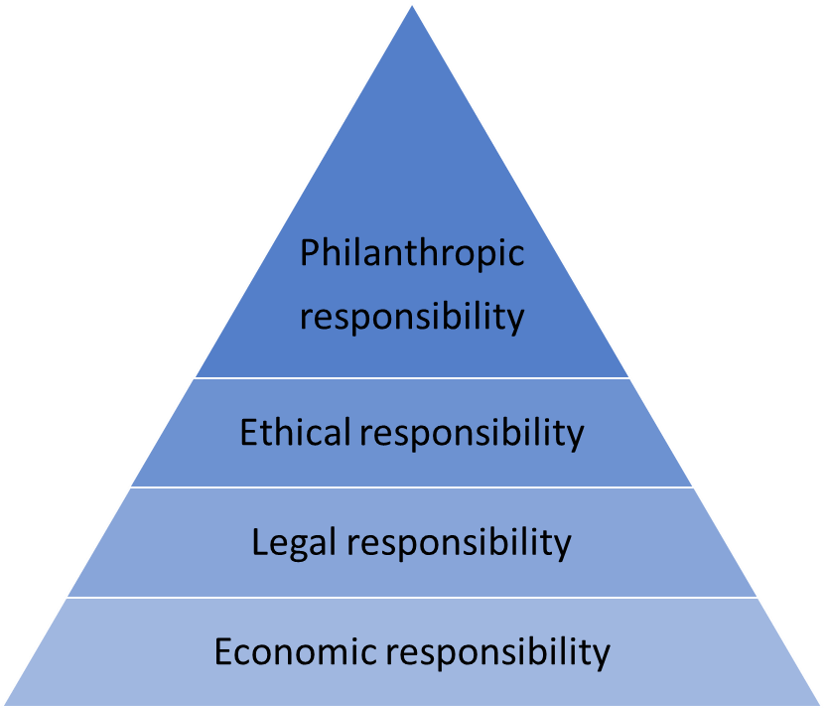
هرم المسؤولية الاجتماعية للشركات

المحاسبة الاجتماعية (وتعرف أيضاً بالمراجعة والمحاسبة الاجتماعية، المساءلة الاجتماعية، المحاسبة البيئية والاجتماعية، الإبلاغ الاجتماعي للشركات، الإبلاغ عن المسؤولية الاجتماعية للشركات، المحاسبة أو الإبلاغ غير المالي) هي عمليات الوصل بين الآثار البيئية والاجتماعية للأعمال الاقتصادية للمنظمات ومجموعات المصالح الخاصة داخل المجتمع وللمجتمع ككل. تختلف المحاسبة الاجتماعية عن محاسبة المصلحة العامة وأيضاً عن المحاسبة النقدية.
تُستخدم المحاسبة الاجتماعية عادةً في سياق الأعمال أو المسؤولية الاجتماعية للشركات، على الرغم من أنّ أي منظمة -والتي تشمل المنظمات غير الحكومية والجمعيات الخيرية والوكالات الحكومية- قد تشارك في المحاسبة الاجتماعية. يمكن أيضاً استخدام المحاسبة الاجتماعية بالتزامن مع المراقبة الجماعية.
تُؤكد المحاسبة الاجتماعية على مفهوم محاسبة الشركات. يعرّف الدكتور كراوثر المحاسبة الاجتماعية في هذا السياق على أنها "أسلوب للإبلاغ عن أنشطة الشركات التي تؤكد على الحاجة إلى تعريف السلوك ذي الصلة الاجتماعية، وتحديد الشركة المسؤولة عن أدائها الاجتماعي وتطوير طرق تقدير وإبلاغ مناسبة. وتعتبر هذه الخطوة مهمة للشركات من أجل تطوير برامج المسؤولية الاجتماعية بشكل مستقل يظهر أنها أكثر فاعلية من المسؤولية الاجتماعية للشركات التي فرضتها الحكومة.
تُعتبر المحاسبة الاجتماعية مجالًا واسعًا يُمكن تقسيمه إلى مجالات أصغر. ربّما تفسر المحاسبة البيئية تأثير المنظمة على البيئة الطبيعية. المحاسبة المستدامة هي التحليل الكمي للاستدامة الاجتماعية والاقتصادية. تستخدم المحاسبة القومية الاقتصاد كطريقة للتحليل. تشترط منظمة المعايير الدولية معيار الإيزو 26000، الذي يُعتبر مصدر المحاسبة الاجتماعية. ويعالج المجالات السبعة الأساسية التي تحدد المحاسبة الاجتماعية.

## الهدف
تتحدى المحاسبة الاجتماعية المحاسبة التقليدية، وخاصةً المحاسبة المالية، لإعطاء صورة ضيقة عن التفاعل بين المجتمع والمنظمات، وبالتالي تقييد موضوع المحاسبة بشكل مصطنع.
تبحث المحاسبة الاجتماعية، وهي مبدأ معياري بشكل عام، عن توسيع إطار المحاسبة، بمعنى أنه يجب:
- أن تهتم بنفسها وليس بالأحداث الاقتصادية فقط.
- لا يُعبَّر عنها فقط من الناحية المالية.
- تكون مسؤولة لمجموعة أوسع من أصحاب المصلحة.
- توسيع أغراضها لأكثر من تقديم تقارير عن النجاح المالي.

يشير هذا إلى انّ الشركات تؤثر فعلاً في بيئتها الخارجية (بعض الأحيان بشكل إيجابي والكثير من الأحيان بشكل سلبي) من خلال أعمالها، ولذلك يجب تناول هذه التأثيرات كجزء من ممارسات المحاسبة القياسية. ومن هذا المنطلق ترتبط المحاسبة الاجتماعية ارتباطاً وثيقاً بالمفهوم الاقتصادي للأثر الخارجي.
تقدم المحاسبة الاجتماعية حسابًا بديلاً للكيانات الاقتصادية الهامة، الذي يملك القدرة على كشف التوتر بين السعي للربح الاقتصادي والسعي للأمور الاجتماعية والبيئية.
يمكن تناول الغرض من المحاسبة الاجتماعية من زاويتين مختلفتين، أي لأغراض الرقابة الإدارية أو المساءلة.

### المساءلة ضد التمتع بالسلطة
صُممت المحاسبة الاجتماعية لأغراض المساءلة لدعم وتسهيل السعي لتحقيق أهداف المجتمع. ويمكن لهذه الأهداف أن تكون متشعبة ولكنها توصف عادةً من حيث الرغبة البيئية والاجتماعية والاستدامة. من أجل أخذ الخيارات الجيدة فيما يخص هذه الأهداف، يحتاج تدفق المعلومات في المجتمع بشكل عام، وفي المحاسبة بشكل خاص، إلى تلبية صناعة القرارات الديموقراطية. في الأنظمة الديموقراطية، يناقش غراي، أنّه يجب أن يكون هناك تدفقات من المعلومات يزوّد فيها من يتحكمون بالموارد تقارير للمجتمع عن كيفية استخدام هذه الموارد: نظام مساءلة الشركات.
يُنظر إلى المجتمع على أنه يستفيد من تطبيق نهج اجتماعي وبيئي في المحاسبة بعدد من الطرق، مثال:
- احترام حقوق أصحاب المصلحة في المعلومات.
- موازنة قوة الشركة مع مسؤوليتها.
- زيادة شفافية نشاط الشركة.
- تحديد التكاليف الاجتماعية والبيئية للنجاح الاقتصادي.

### الرقابة الإدارية
صُممت الرقابة الإدارية في المحاسبة الاجتماعية لدعم وتسهيل تحقيق الأهداف الخاصة بالمنظمة. لأنّ المحاسبة الاجتماعية تتعلق برفع التقارير الذاتية (التقرير الذاتي) بشكل جوهري على مستوى النظام، وغالباً ما يُشار إلى التقارير الفردية بتدقيق الحسابات الاجتماعي. صُمم أول نموذج داخلي للمحاسبة والتدقيق الاجتماعي بشكل متكامل في عام 1981 من أجل خدمة المشاريع الاجتماعية للمساعدة في تخطيط وقياس تقدمها الاجتماعي والبيئي والمالي نحو تحقيق أهدافها المُخطط لها. يُنظر إلى المؤسسات على أنها تستفيد من تطبيق ممارسات المحاسبة الاجتماعية بالعديد من الطرق، مثل:
- زيادة المعلومات من أجل اتخاذ القرار.
- تحسين الإدارة والعلاقات العامة.
- تحديد المسؤوليات الاجتماعية.
- تحديد إمكانيات تطوير السوق.
- المحافظة على الشرعية.

حسب مؤسسة BITC، تساعد عملية الإبلاغ عن أداء الأعمال الموكلة إلى أصحاب المصلحة (المحاسبة الاجتماعية) في دمج مثل هذه الممارسات في ممارسات العمل، وأيضاً تحديد المخاطر والفرص المستقبلية. وبالتالي تركز نظر الرقابة الإدارية على المنظمة الفردية.
يشير منتقدو هذا النهج إلى أنّ الطبيعة الحميدة للشركات مُفترضة في هذه الحالة، وتُترك المساءلة والمسؤولية هنا بشكل واسع في أيدي المنظمة المعنية.

## نطاق العمل

### المساءلة الرسمية
يتجه التركيز في المحاسبة الاجتماعية على المنظمات الأكبر مثل الشركات متعددة الجنسيات وحساباتها الخارجية الظاهرة بدلاً من الحسابات غير الرسمية التي تُستخدم داخلياً. تُمنح الحاجة إلى الرسمية في مساءلة الشركات متعددة الجنسيات من خلال الأبعاد الثقافية والمالية والمكانية لهذه المنظمات لهؤلاء الذين يؤثرون ويتأثرون بها. تُحقّق المحاسبة الاجتماعية أيضاً في تحول المعلومات ذات المعنى إلى شكل مالي. تُعتبر البيانات المالية عنصرًا واحدًا فقط في لغة المحاسبة.

### التقرير الذاتي وتدقيقات طرف ثالث
في معظم البلدان، ينظم التشريع القائم جزءًا من المحاسبة المتعلقة بنشاطات الشركات الاجتماعية، ونتيجة لذلك، تُصدر المنظمات معظم التقارير الاجتماعية والبيئية والمستدامة بشكل طوعي، وفي هذا المعنى غالباً ما تشبه البيانات المالية. وبينما يُشاد بجهود الشركات في هذا المجال، يبدو أن هناك توتراً بين التقارير الطوعية والمساءلة، حيث من المحتمل أن تقدم الشركات تقارير تصب في مصلحتها.
يُطلق على إعادة ترتيب البيانات الاجتماعية والبيئية التي تنتجها الشركات بالفعل كجزء من ممارسة إعداد التقارير الطبيعية في عملية تدقيق اجتماعي مستقلة محاسبةً صامتة أو محاسبة غير ظاهرة.
هناك ظاهرة بديلة وهي عملية إنشاء تدقيق اجتماعي خارجي من قبل مجموعات أو أفراد مُستقلين عن المنظمة الخاضعة للمحاسبة وعادةً دون مساعدتها. وهكذا يحاول التدقيق الاجتماعي الخارجي طمس الحدود بين المنظمات والمجتمع وبناء محاسبة اجتماعية كعملية اتصال مرنة ثنائية الاتجاه. يُلتَمس من الشركات غض النظر في عملية المحاسبة عن موافقتها. ويعني هذا أنّ التدقيق الخارجي جزء من محاولات بناء محاسبة اجتماعية كميزة جوهرية للسلوك التنظيمي. وضعت تقارير التدقيق الاجتماعي المحدودة في السبعينيات الأسس للكثير من العمل اللاحق على التدقيق الاجتماعي، على سبيل المثال: تيوب انفستمنس، آفون رابر، وكولايت أند كيميكل.

### مجالات التقرير
على عكس المحاسبة المالية، تُعتبر الفائدة كتعريف أقل وضوحًا في المحاسبة الاجتماعية، ويعود ذلك إلى نهج شمولي طَموح لنشاطات الشركة. من المتفق عليه بشكل عام أنّ المحاسبة الاجتماعية تغطي علاقة المنظمة بالبيئة الطبيعية، موظفيها، والقضايا الأخلاقية التي تركز على المستهلكين والمنتجات، وأيضاً المجتمعات الدولية والمحلية. تتضمن القضايا الأخرى العمل المشترك على مسائل العرق والجنس.

### الأنصار
تحُل المحاسبة الاجتماعية محل مناصري التدقيق التقليدي، والتي تتكون بشكل أساسي من مساهمي الشركة والمجتمع المالي عن طريق توفير المعلومات لجميع أصحاب مصلحة المنظمة. صاحب مصلحة المنظمة هو أي شخص يمكن أن يؤثر أو يتأثر بالمنظمة، وغالباً ما يشمل هذا -على سبيل المثال لا الحصر- مزودي المدخلات، الموظفين، النقابات، المستهلكين، أعضاء المجتمعات المحلية، والمجتمع ككل والحكومات. يملك أصحاب المصلحة المختلفون حقوق المعلومات المختلفة. يحدد القانون هذه الحقوق، لكن أيضاً من خلال القوانين غير الشرعية، تقديرات الشركات، تقارير المهمة والحقوق الأخلاقية. وبالتالي يحدد المجتمع والمنظمة وأصحاب المصلحة حقوق المعلومات.